# جائزة مركز ألباني الطبي
جائزة مركز ألباني الطبي في الطب والبحوث الطبية الحيوية (بالإنجليزية: Albany Medical Center Prize in Medicine and Biomedical Research)‏ هي جائزة يمنحها مركز ألباني الطبي الأمريكي كثاني أعلى مرتبة في الطب والبحوث الطبية الحيوية. تُعد جائزة مركز ألباني الطبي رابع جائزة ربحية من بين جوائز الطب في جميع أنحاء العالم (بعد جائزة الإنجاز في علوم الحياة بقيمة 3 ملايين دولار، وجائزة نوبل في الطب بقيمة 1.2 مليون دولار، وجائزة شاو بقيمة مليون دولار في علوم الحياة والطب).
تُمنح الجائزة سنويًا وقدرها 500,000 دولار لأي طبيب أو عالم أو مجموعة علماء، قدموا إسهامات كبيرة في مجالات الرعاية الصحية والبحث العلمي مع فوائد متعدية تعود على تحسين رعاية المرضى.
يعود إرث الجائزة لمؤسسها، الراحل موريس «مارتي» سيلفرمان. بدأ سيلفرمان يتوزيع هذه الجائزة في الحفل الاقتتاحي في مركز ألباني الطبي في نيويورك في مارس 2001، وأشار إلى أن الجائزة ستستمر لمدة مائة سنة. ابتدع سيلفرمان تقليدًا بإضاءة شمعة واحدة كل عام لتكريم الفائزين.

## الفائزون
2019:
- برت فوغلشتاين
- إيرفنغ ويسمان

2018:
- جيمس أليسون
- كارل إتش جون
- ستيفن روزنبرغ

2017
- إيمانويل شاربنتير
- جنيفر داودنا
- لوتشيانو مارافيني
- فرانسيسكو موهيكا
- فنغ تشانغ[3][4]

2016
- فرانتس-أولريش هارتل
- آرثر هورويتش
- سوزان ليندكويست

2015
- كارل ديسيروث

- زياوليانغ شيه

2014
- ألكسندر فارشافسكي

2013
- بريان دروكر

- بيتر نويل

- جانيت راولي

2012
- جيمس دارنيل الابن
- روبرت رودر

2011
- إلين فوشس
- جيمس تومسون
- شينيا ياماناكا

2010
- ديفيد بوتستين
- فرانسيس كولينز[5]
- إيريك لاندر

2009
- بروس بوتلر
- تشارلز أ. ديناريلو
- رالف ستاينمان

2008
- جون ستايتس

- إليزابيث بلاكبيرن

2007
- روبرت ليفكوويتز
- سليمان شنيدر
- رونالد إم. إيفانز

2006
- سيمور بنزر

2005
- روبرت لانجر

2004
- ستانلي نورمان كوهين

- هيربرت بوير

2003
- مايكل ستيوارت براون

- جوزف غولدشتاين

2002
- أنثوني فوسي

2001
- أرنولد ليفين